# Ниссалке, Том
Томас Эдвард (Том) Ниссалке (англ. Thomas Edward 'Tom' Nissalke; 7 июля 1932, Мадисон, Висконсин — 22 августа 2019, Солт-Лейк-Сити, Юта) — американский баскетбольный тренер. После работы с командами школ и колледжей работал как помощник тренера, а затем на протяжении 13 лет как главный тренер клубов АБА и НБА. Тренер года АБА (в сезоне 1971/72) и НБА (1976/77).

## Биография
Том Ниссалке родился в Мадисоне (Висконсин) в 1934 году. Тренерскую карьеру начал в средней школе «Уэйленд-Академи», после чего тренировал вузовские команды в Висконсине и в Тулейнском университете.
Когда в 1968 году к НБА присоединился клуб «Милуоки Бакс», Ниссалке был приглашён на должность скаута и помощника главного тренера и оставался с командой до сезона 1970/71, завоевав с нею чемпионское звание. В сезоне 1971/72 занял пост главного тренера клуба АБА «Даллас Чеперрелс». «Даллас» завершил год с 50-процентным результатом, одержав на 12 побед больше, чем в предыдущем сезоне, и вышел в плей-офф, а Ниссалке был признан тренером года в АБА. После этого он перешёл на пост главного тренера клуба НБА «Сиэтл Суперсоникс», но был уволен по ходу сезона, когда «Сиэтл» имел лишь 13 побед в 45 матчах.
Ниссалке вернулся в АБА, в свой прежний клуб, к этому времени сменивший город и получивший название «Сан-Антонио Спёрс». Он оставался в «Сан-Антонио» до середины сезона 1974/75 и был уволен, когда его клуб имел баланс побед и поражений 17-10. Причиной увольнения стало расхождение во взглядах с владельцами команды — в частности с Анджело Дроссосом. Дроссосу не нравился медленный темп игры в нападении, а Ниссалке критиковал руководство за отказ приобрести качественных игроков для усиления клуба (в частности, «Сан-Антонио» отказался от приобретения Джина Литтлза, Джорджа Картера, Стью Джонсона и Терри Дрисколла). В итоге его самого заменили на Боба Басса. Вскоре после этого он был приглашён на должность главного тренера в клуб «Юта Старз», который в конце сезона привёл к пятому подряд выступлению в плей-офф АБА. Следующий год Ниссалке тоже начал в «Юте», но из-за банкротства владельца Билла Дэниелса клуб провёл в регулярном сезоне только 16 игр, после чего был расформирован.
В апреле 1976 года клуб НБА «Хьюстон Рокетс», только что закончивший регулярный сезон увольнением главного тренера Джонни Игана, не сумевшего вывести команду в плей-офф, пригласил на освободившееся место Ниссалке. Летом того же года Ниссалке участвовал в Олимпийских играх в Монреале как главный тренер сборной Пуэрто-Рико, с которой едва не обыграл команду США. Свой первый сезон с «Хьюстоном» он закончил с результатом 49-33 и вывел команду в финал плей-офф Восточной конференции. По итогам сезона Ниссалке был признан тренером года НБА; он является одним из четырёх тренеров (наряду с Алексом Ханнумом, Биллом Шарманом и Ларри Брауном), которые удостаивались этого звания и в АБА, и в НБА.
Ниссалке оставался с «Хьюстоном» ещё два сезона, в 1978/1979 также пробившись с командой в плей-офф. После этого он занял пост главного тренера в клубе «Юта Джаз». Ниссалке стал первым тренером команды после того, как владельцы в 1979 году перевели её из Нового Орлеана. Новый клуб, однако, постоянно испытывал нехватку финансирования и талантливых игроков. В итоге за два с небольшим года с «Ютой» Ниссалке добился лишь 60 побед при 124 поражениях и был уволен в начале третьего сезона, хотя сохранил дружеские отношения с её хозяевами. Ещё два года он провёл на посту главного тренера «Кливленд Кавальерс» и закончил карьеру в НБА помощником главного тренера в «Шарлотт Хорнетс» и «Денвер Наггетс».
После работы с «Наггетс» Ниссалке активно сотрудничал с организацией YMCA и работал спортивным комментатором на радио. В 1987/88 он провёл один сезон на посту главного тренера клуба Континентальной баскетбольной ассоциации «Рапид-Сити Триллерс», но не сумел вывести команду, находившуюся в процессе смены состава, в плей-офф, после чего расстался с нею. В дальнейшем занимал пост комиссара Национальной баскетбольной лиги Канады и консультанта баскетбольной сборной Бэйлорского университета (Техас), одновременно занимаясь ресторанным бизнесом в Солт-Лейк-Сити.
Том Ниссалке умер в августе 2019 года у себя дома в Солт-Лейк-Сити, пережив жену Нэнси и оставив после себя сына Томаса и дочь Холли.

## Статистика в АБА и НБА
| Сезон   | Лига  | Клуб               | Регулярный сезон | Регулярный сезон | Регулярный сезон | Регулярный сезон | Плей-офф | Плей-офф | Плей-офф | Плей-офф |
| Сезон   | Лига  | Клуб               | И                | Пб               | Пр               | %                | И        | Пб       | Пр       | %        |
| ------- | ----- | ------------------ | ---------------- | ---------------- | ---------------- | ---------------- | -------- | -------- | -------- | -------- |
| 1971/72 | АБА   | Даллас Чеперрелс   | 84               | 42               | 42               | .500             | 4        | 0        | 4        | .000     |
| 1972/73 | НБА   | Сиэтл Суперсоникс  | 45               | 13               | 32               | .289             |          |          |          |          |
| 1973/74 | АБА   | Сан-Антонио Спёрс  | 84               | 45               | 39               | .536             | 7        | 3        | 4        | .429     |
| 1974/75 | АБА   | Сан-Антонио Спёрс  | 28               | 18               | 10               | .643             |          |          |          |          |
| 1974/75 | АБА   | Юта Старз          | 28               | 14               | 14               | .500             | 6        | 2        | 4        | .333     |
| 1975/76 | АБА   | Юта Старз          | 16               | 4                | 12               | .250             |          |          |          |          |
| 1976/77 | НБА   | Хьюстон Рокетс     | 82               | 49               | 33               | .598             | 12       | 6        | 6        | .500     |
| 1977/78 | НБА   | Хьюстон Рокетс     | 82               | 28               | 54               | .341             |          |          |          |          |
| 1978/79 | НБА   | Хьюстон Рокетс     | 82               | 47               | 35               | .573             | 2        | 0        | 2        | .000     |
| 1979/80 | НБА   | Юта Джаз           | 82               | 24               | 58               | .293             |          |          |          |          |
| 1980/81 | НБА   | Юта Джаз           | 82               | 28               | 54               | .341             |          |          |          |          |
| 1981/82 | НБА   | Юта Джаз           | 20               | 8                | 12               | .400             |          |          |          |          |
| 1982/83 | НБА   | Кливленд Кавальерс | 82               | 23               | 59               | .280             |          |          |          |          |
| 1983/84 | НБА   | Кливленд Кавальерс | 82               | 28               | 54               | .341             |          |          |          |          |
| Итого   | Итого | Итого              | 879              | 371              | 508              | .422             | 31       | 11       | 20       | .355     |